# Palencia CF
A Palencia CF, teljes nevén Palencia Club de Fútbol egy már megszűnt spanyol labdarúgócsapat. A klubot 1960-ban alapították, székhelye Palencia városa volt.

## Statisztika
| Szezon      | Osztály    | Poz. | Copa del Rey |
| ----------- | ---------- | ---- | ------------ |
| 1960/61     | 3ª         | 3.   |              |
| 1961/62     | 3ª         | 4.   |              |
| 1962/63     | 3ª         | 2.   |              |
| 1963/64     | 3ª         | 15.  |              |
| 1964-65-től | Regionális | —    |              |
| 1968-69-ig  | Regionális | —    |              |
| 1969/70     | 3ª         | 7.   |              |
| 1970/71     | 3ª         | 3.   |              |
| 1971/72     | 3ª         | 11.  |              |
| 1972/73     | 3ª         | 3.   |              |
| 1973/74     | 3ª         | 6.   |              |
| 1974/75     | 3ª         | 4.   |              |

| Szezon  | Osztály | Poz. | Copa del Rey |
| ------- | ------- | ---- | ------------ |
| 1975/76 | 3ª      | 9.   |              |
| 1976/77 | 3ª      | 8.   |              |
| 1977/78 | 2ªB     | 13.  |              |
| 1978/79 | 2ªB     | 1.   |              |
| 1979/80 | 2ª      | 15.  |              |
| 1980/81 | 2ª      | 18.  |              |
| 1981/82 | 2ªB     | 2.   |              |
| 1982/83 | 2ª      | 5.   |              |
| 1983/84 | 2ª      | 19.  |              |
| 1984/85 | 2ªB     | 12.  |              |
| 1985/86 | 2ªB     | 7.   |              |

## Ismertebb játékosok
- Óscar Ferrero
- Carlos Echarri
- Joaquín López
- Hugo Módigo
- Norberto Huezo
- Antonio Teixidó
- Paco Bonet
- Benigno Chaparro